# القمة السادسة عشر لحركة عدم الانحياز
تنعقد القمة السادسة عشر لحركة عدم الانحياز بين 26-31 أغسطس 2012 في طهران، إيران.
وفقا لما قاله رامين مهمانبرست، المتحدث باسم وزارة الخارجية الإيرانية، سيحضر قمة طهران 120 عضو حركة عدم الانحياز و17 دولة بصفة مراقب، و50 دولة تشارك مع وفود رفيعة المستوى، بما في ذلك 27 رئيس دولة، واثنين من الملوك والأمراء، وسبعة رؤساء وزراء، وتسعة نواب الرئيس، واثنين من رؤساء البرلمانات وخمسة مبعوثين خاصين.
سيكون إطار القمة بناء على «الوثيقة الختامية» التي اعتمدت خلال الاجتماع الوزاري لمكتب تنسيق حركة عدم الانحياز الذي عقد في شرم الشيخ، مصر في الفترة من 07-10 مايو. المتحدث بأسم وزارة الخارجية أضاف إن جدول الأعمال سيكون في المقام الأول تتكون من القضايا المتعلقة بنزع السلاح النووي، وحقوق الإنسان والقضايا الإقليمية. إيران تعتزم أيضا لوضع قرار جديد للسلام تهدف إلى حل الحرب الأهلية السورية.
مسئولان القمة السادسة عشر لحركة عدم الانحياز : محمود احمدی‌نژاد ، محمد شیخان ، علی سعیدلو ، بابک محمدخانی ، محمد جوادآقاجری، محمدرضا فرقانی ، مصطفی سنجری،

## الحاضرون
علي أكبر صالحي وزير الخارجية الإيراني أعلن حضور بان كي مون الأمين العام للأمم المتحدة وأيضا قال صالحي بأنه تم دعوة روساء روسيا وتركيا والبرازيل لحضور القمة. صالحي دعي محمد مرسي رئيس جمهورية مصر العربية لحضور القمة وهذا أول حضور رئيس مصري منذ قيام الثورة الإسلامية في 1979 
إيران ألغت توجيه الدعوة إلى المملكة العربية السعودية لحضور القمة. ومع ذلك، تم الإعلان في وقت لاحق أن عبد العزيز بن عبد الله نائب وزير الخارجية المملكة العربية سيشارك في القمة بناء على دعوة إلى المملكة العربية السعودية.
| حركة عدم الانحياز        | حركة عدم الانحياز             | حركة عدم الانحياز                | حركة عدم الانحياز |
| عضو                      | الممثل(ة)                     | لقب                              |                   |
| ------------------------ | ----------------------------- | -------------------------------- | ----------------- |
| أفغانستان                | حامد قرضاي                    | رئيس الجمهورية                   |                   |
| أذربيجان                 | إيلمار ماميدياروف             | وزير الخارجية                    |                   |
| الأردن                   | فايز الطراونة                 | رئيس وزراء                       |                   |
| الإكوادور                | رفاييل كوريا                  | رئيس الجمهورية                   |                   |
| الإمارات العربية المتحدة | سعود بن راشد المعلا           | أمير أم القيوين)                 |                   |
| إندونيسيا                | بويديونو                      | نائب رئيس الجمهورية              |                   |
| إيران                    | محمود أحمدي نجاد              | رئيس الجمهورية                   |                   |
| باكستان                  | آصف علي زرداري                | رئيس الجمهورية                   |                   |
| البحرين                  | خالد بن أحمد بن محمد آل خليفة | وزير الخارجية                    |                   |
| بنغلادش                  | شيخة حسينة واجد               | رئيس الوزراء                     |                   |
| بنين                     | توماس يايي بوني               | رئيس الجمهورية                   |                   |
| بوتان                    | يوجين شيرنج                   | وزير الخارجية                    |                   |
| بوليفيا                  | إيفو مورالس                   | رئيس الجمهورية                   |                   |
| بورما                    | وانا مونج لوين                | وزير الخارجية                    |                   |
| تايلاند                  | سورابونج توفيشاكشايكول        | وزير الخارجية                    |                   |
| تركمانستان               | قربانقلي بردي محمدوف          | رئيس الجمهورية                   |                   |
| تنزانيا                  | محمد غريب بلال                | نائب رئيس الجمهورية              |                   |
| تونس                     | رفيق عبد السلام               | وزير الخارجية                    |                   |
| جنوب أفريقيا             | مايتي نكوانا ماشاباني         | وزير الخارجية                    |                   |
| سريلانكا                 | ماهيندا راجاباكسي             | رئيس الجمهورية                   |                   |
| السعودية                 | عبد العزيز آل سعود            | وزير الخارجية                    |                   |
| السنغال                  | ماكي سال                      | رئيس الجمهورية                   |                   |
| إسواتيني                 | لوتفو دلاميني                 | وزير الخارجية                    |                   |
| السودان                  | عمر البشير                    | رئيس الجمهورية                   |                   |
| سوريا                    | فيصل مقداد                    | نائب وزير الخارجية               |                   |
| العراق                   | نوري المالكي                  | رئيس الوزراء                     |                   |
| عمان                     | قابوس بن سعيد                 | سلطان عمان                       |                   |
| الغابون                  | علي بونغو أونديمبا            | رئيس الجمهورية                   |                   |
| الفلبين                  | جيجومار بيناي                 | نائب رئيس الجمهورية              |                   |
| فلسطين                   | محمود عباس                    | رئيس السلطة الوطنية الفلسطينية   |                   |
| فنزويلا                  | هوغو تشافيز                   | رئيس فنزويلا                     |                   |
| فيتنام                   | نكوين تان دونك                | رئيس الوزراء                     |                   |
| قطر                      | حمد بن خليفة آل ثاني          | أمير قطر                         |                   |
| كمبوديا                  | هان سينج                      | رئيس الوزراء                     |                   |
| كوبا                     | راؤول كاسترو                  | رئيس الجمهورية                   |                   |
| كوريا الشمالية           | كيم يونج نام                  | رئيس الجمهورية                   |                   |
| الكويت                   | محمد صباح السالم الصباح       | نائب رئيس مجلس الوزراء           |                   |
| لبنان                    | ميشال سليمان                  | رئيس لبنان                       |                   |
| ليبيا                    | عاشور بن خيال                 | وزير الخارجية                    |                   |
| ليسوتو                   | موهلابي تسيكوا                | وزير الخارجية                    |                   |
| ماليزيا                  | انيفة امان                    | وزير الخارجية                    |                   |
| مصر                      | محمد مرسي                     | رئيس جمهورية مصر العربية         |                   |
| المغرب                   | عبد الإله بنكيران             | وزير أول (المغرب)                |                   |
| موريتانيا                | محمد ولد عبد العزيز           | رئيس الجمهورية                   |                   |
| ناميبيا                  | ماركو هوسيكو                  | وزير الخارجية                    |                   |
| نيبال                    | بابورام باطاري                | رئيس الوزراء                     |                   |
| الهند                    | مانموهان سينغ                 | رئيس الوزراء                     |                   |
| المراقبين                |                               |                                  |                   |
| دولة                     | الممثل(ة)                     | لقب                              |                   |
| أرمينيا                  | سيرج سركيسيان                 | رئيس الجمهورية                   |                   |
| البرازيل                 | ميشال تامر                    | نائب رئيس الجمهورية              |                   |
| صربيا                    | توميسلاف نيكوليك              | رئيس الجمهورية                   |                   |
| طاجيكستان                | إمام علي رحمان                | رئيس الجمهورية                   |                   |
| أمم مدعوة (ضيوف)         |                               |                                  |                   |
| دولة                     | الممثل(ة)                     | لقب                              |                   |
| أستراليا                 | جاري كوينلان                  | السفير الإسترالي بالإمم المتحدة  |                   |
| إسواتيني                 | ولفجانج اماديوس برولهارت      | مدير الإدارة الإتحادية لإسواتيني |                   |
| تركيا                    | كدفيت يلماز                   | وزير التنمية                     |                   |
| روسيا                    | فلاديمير بوتين                | رئيس الجمهورية                   |                   |
| منظمات مراقبة            |                               |                                  |                   |
| المنظمة                  | الممثل(ة)                     | لقب                              |                   |
| الاتحاد الأفريقي         | توماس يايي بوني               | رئيس الاتحاد الأفريقي            |                   |
| الجامعة العربية          | نبيل العربي                   | أمين عام جامعة الدول العربية     |                   |
| منظمة التعاون الإسلامي   | أكمل الدين إحسان أوغلو        | منظمة التعاون الإسلامي           |                   |
| الأمم المتحدة            | بان كي مون                    | أمين عام الأمم المتحدة           |                   |
| مجموعة ال77              | مراد بن مهدي                  | السكرتير العام                   |                   |
| مجلس السلم العالمي       | سكورو جوميز                   | الرئيس                           |                   |

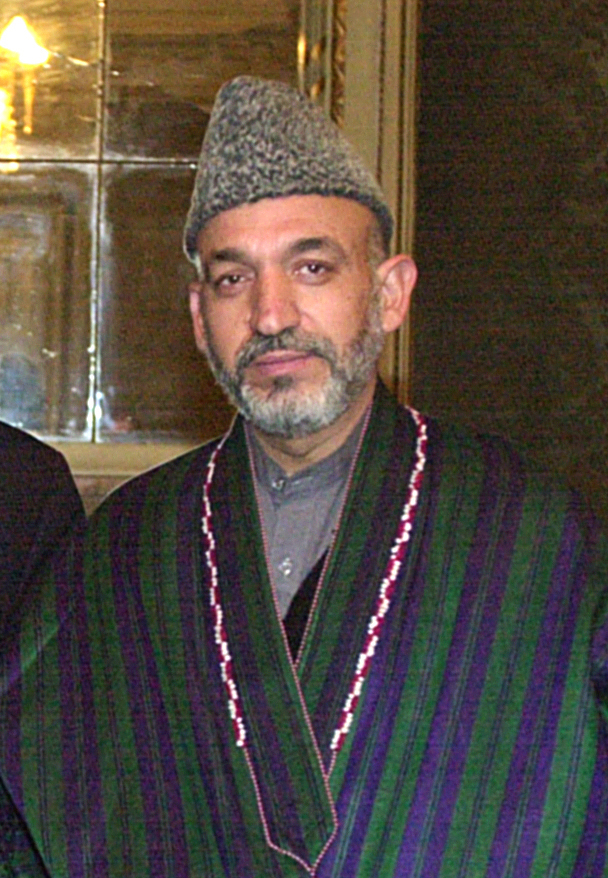
أفغانستان حامد قرضاي
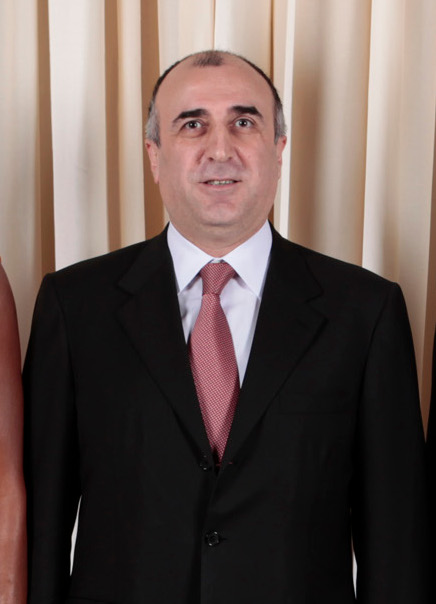
أذربيجان إيلمار ماميدياروف
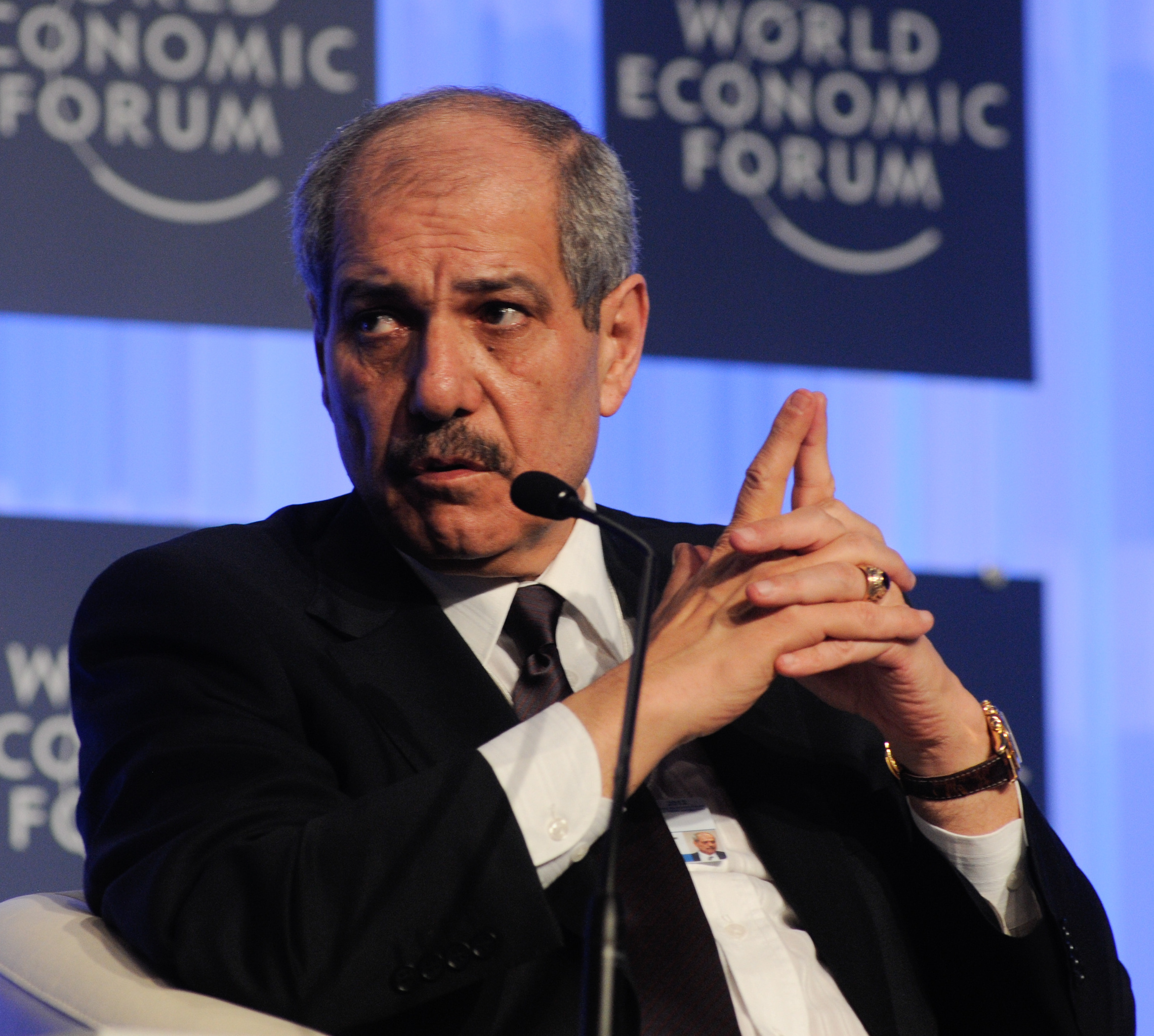
الأردن فايز الطراونة
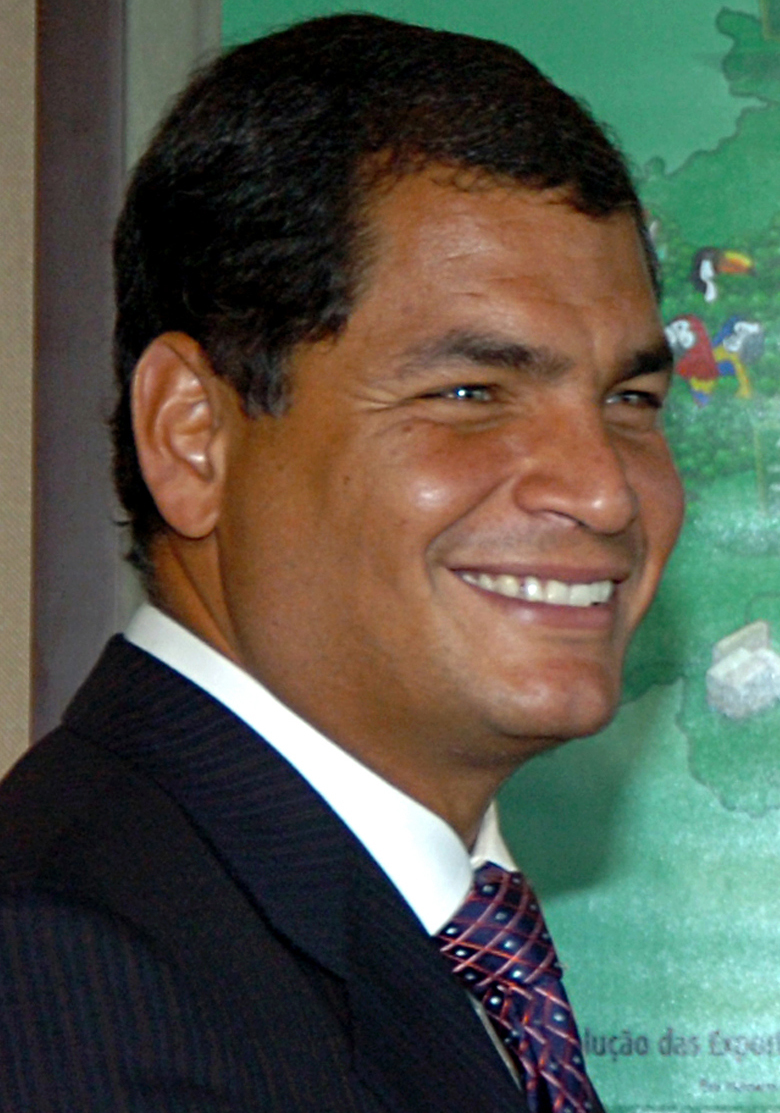
الإكوادور رفاييل كوريا
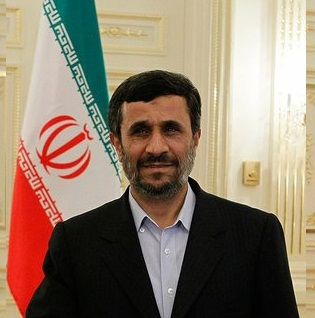
إيران محمود أحمدي نجاد
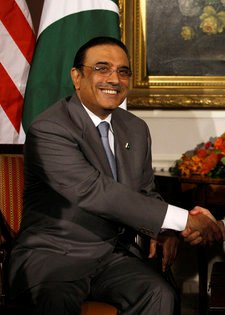
باكستان آصف علي زرداري
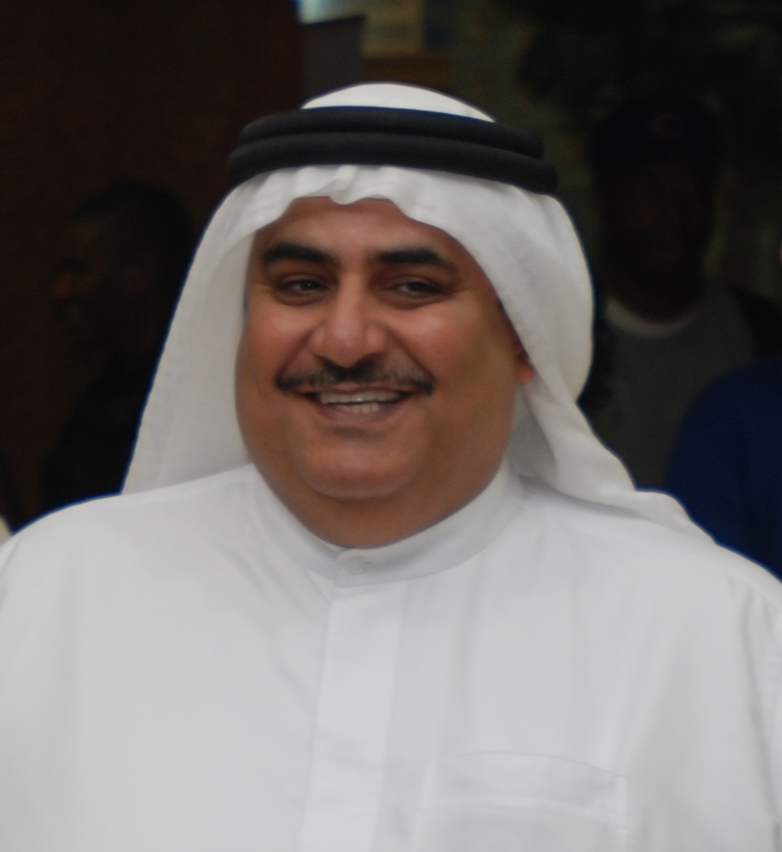
البحرين خالد بن أحمد بن محمد آل خليفة
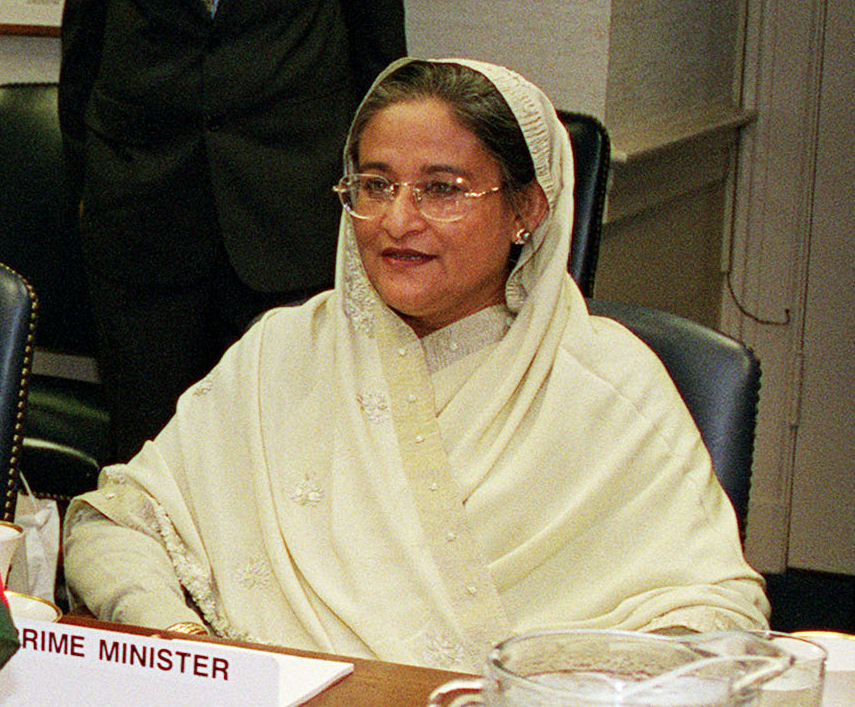
بنغلاديش شيخة حسينة واجد
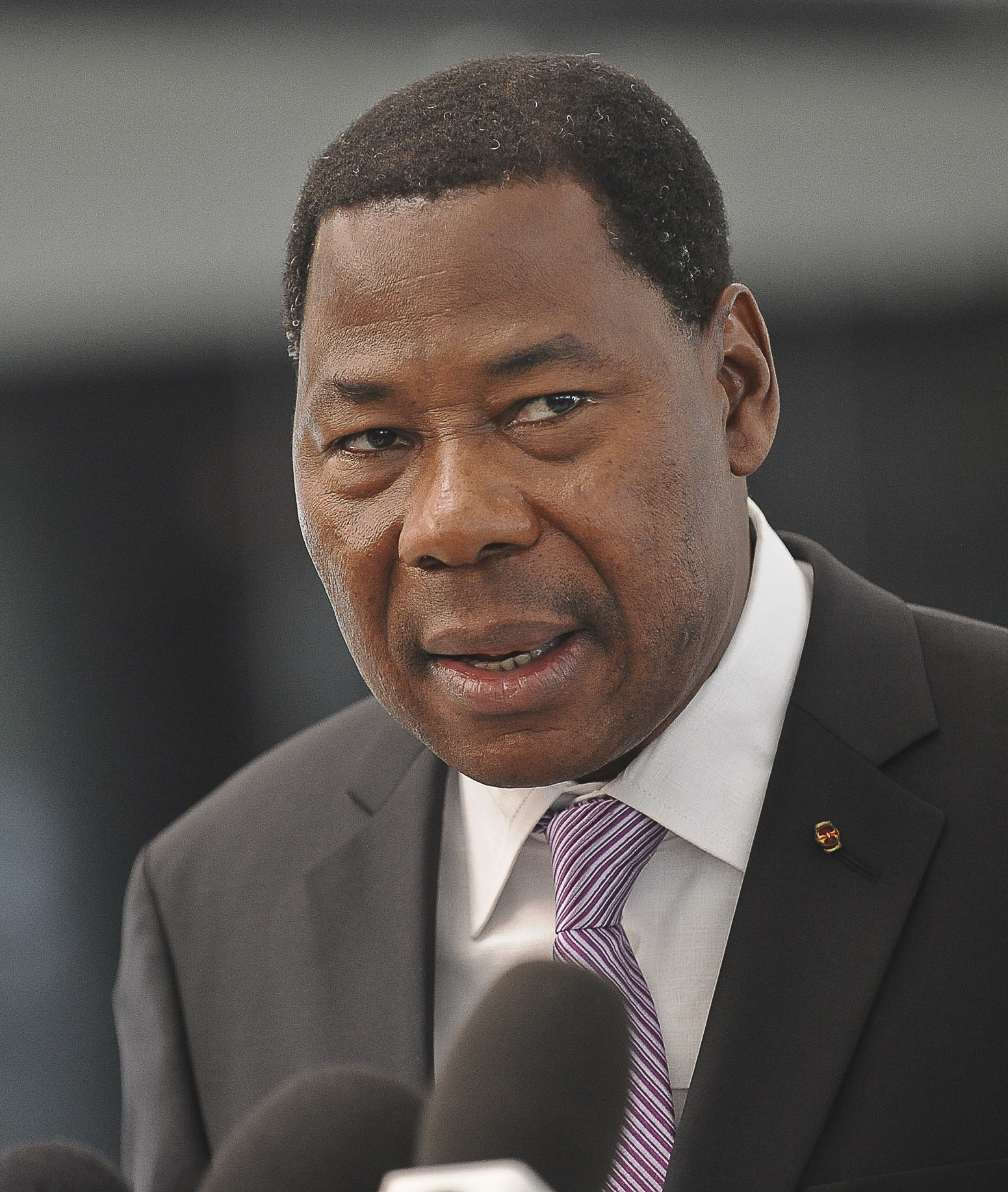
بنين یایی بونی
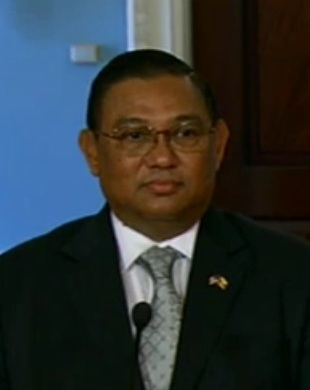
بورماوانا مونج لوين
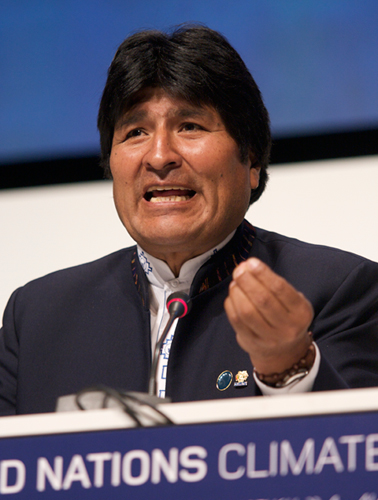
بوليفيا إيفو مورالس
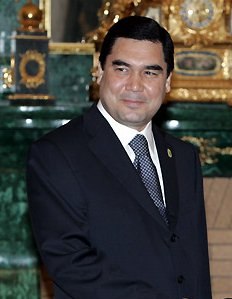
تركمانستان قربانقلي بردي محمدوف
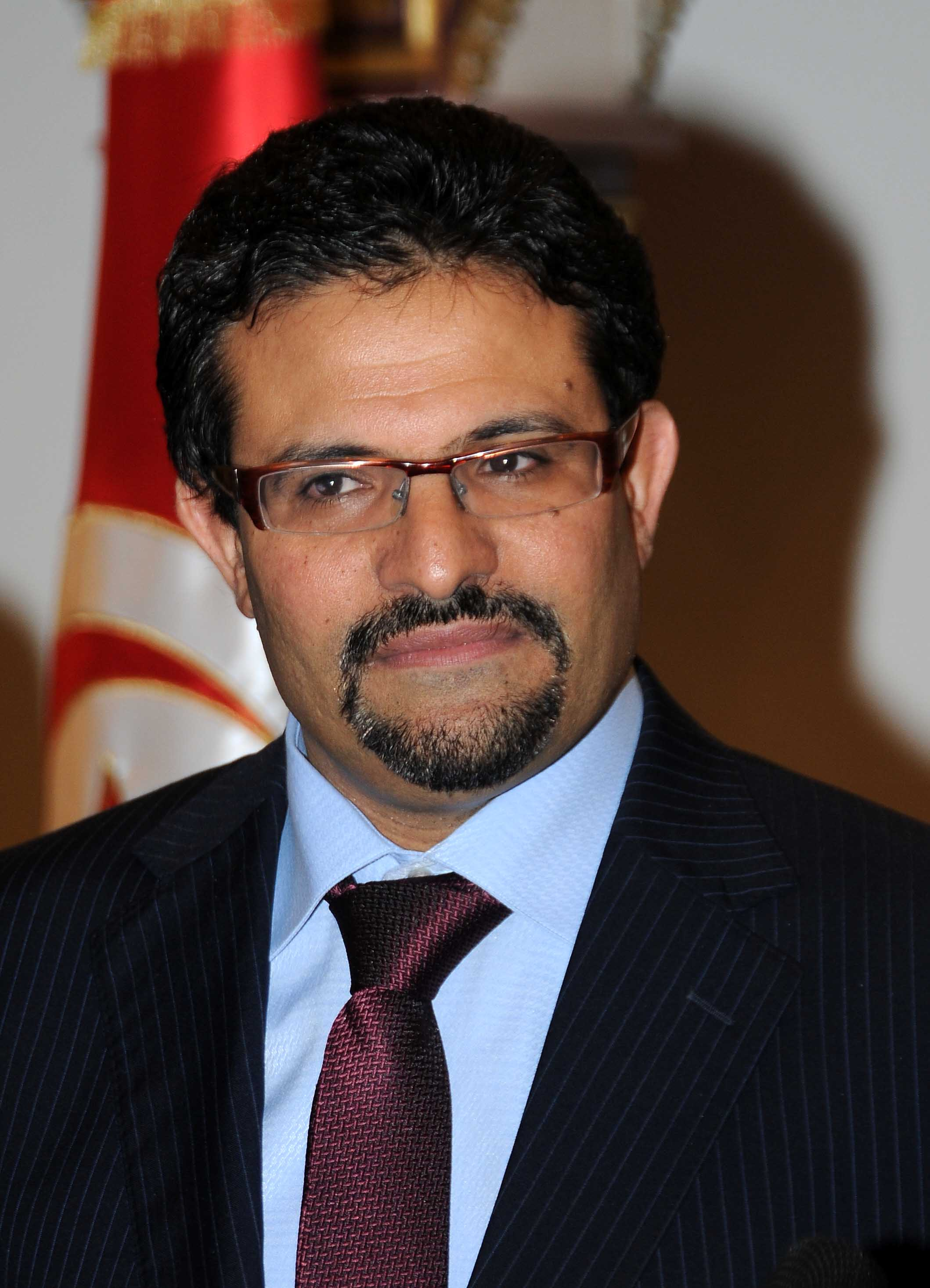
تونس رفيق عبد السلام
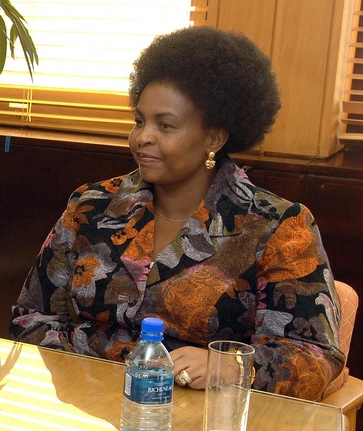
جنوب أفريقيا مايتي نكوانا ماشاباني
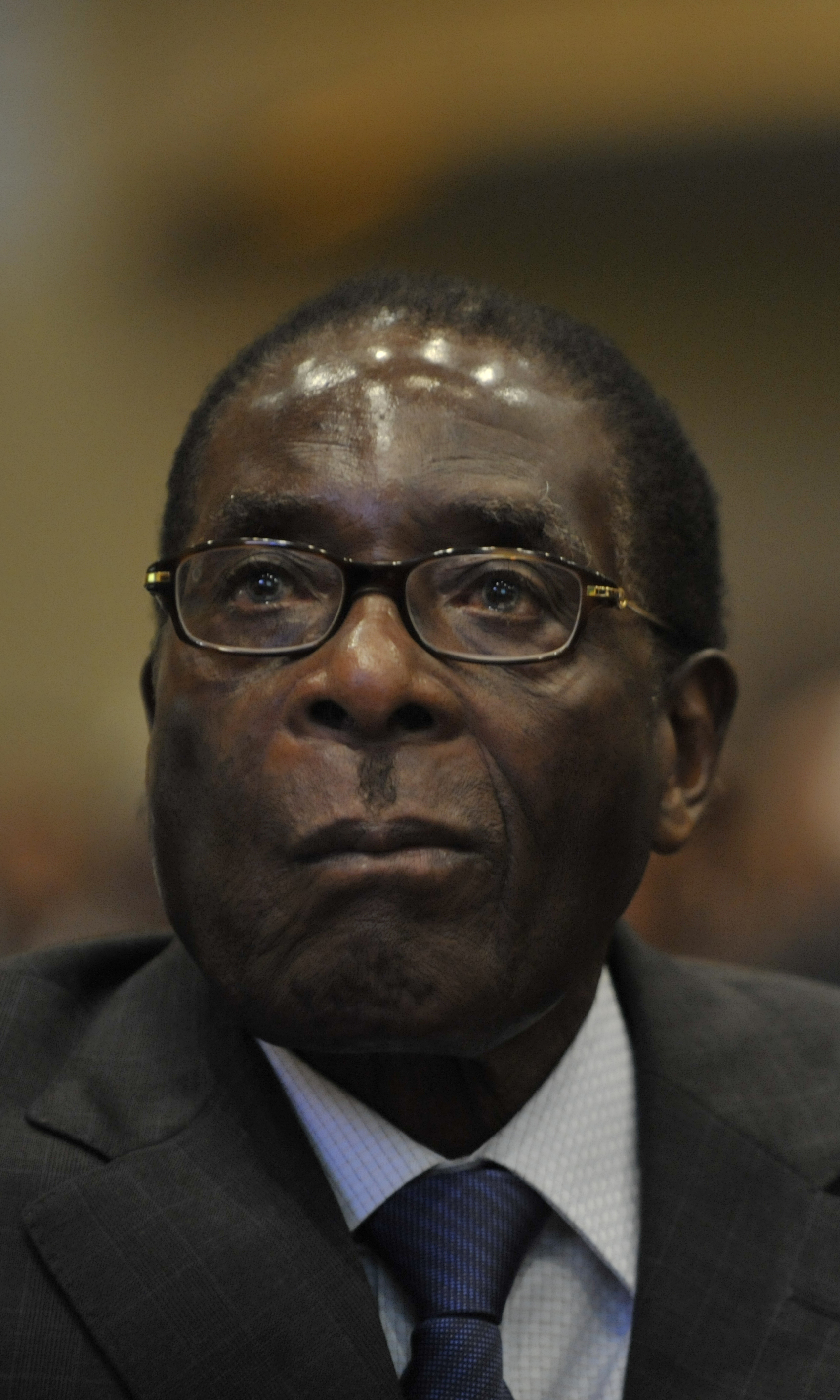
زيمبابوي روبرت موغابي
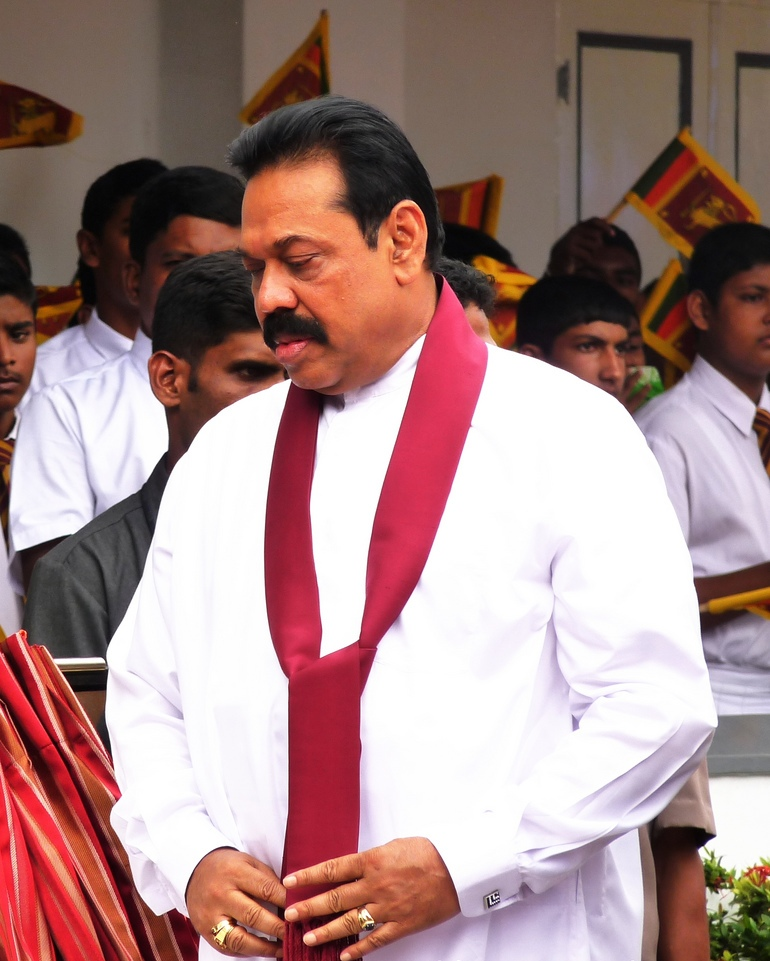
سريلانكا ماهیندا راجاپاکسا
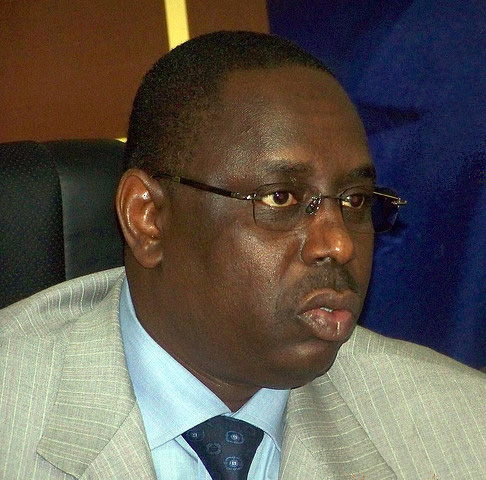
السنغال ماکی سال
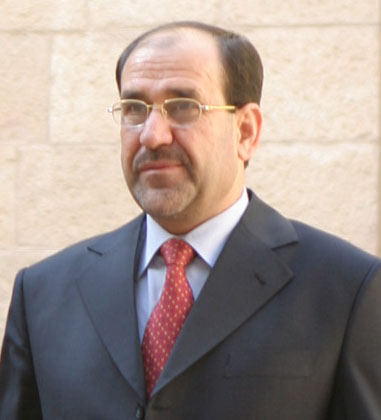
العراق نوري المالكي
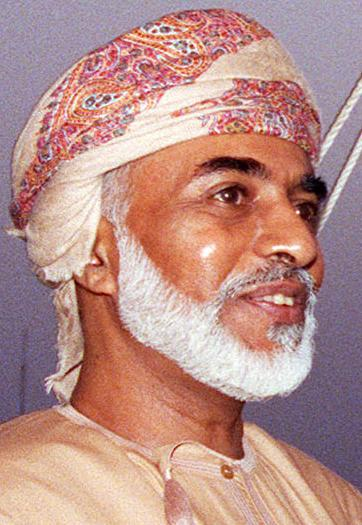
سلطنة عمانقابوس بن سعيد
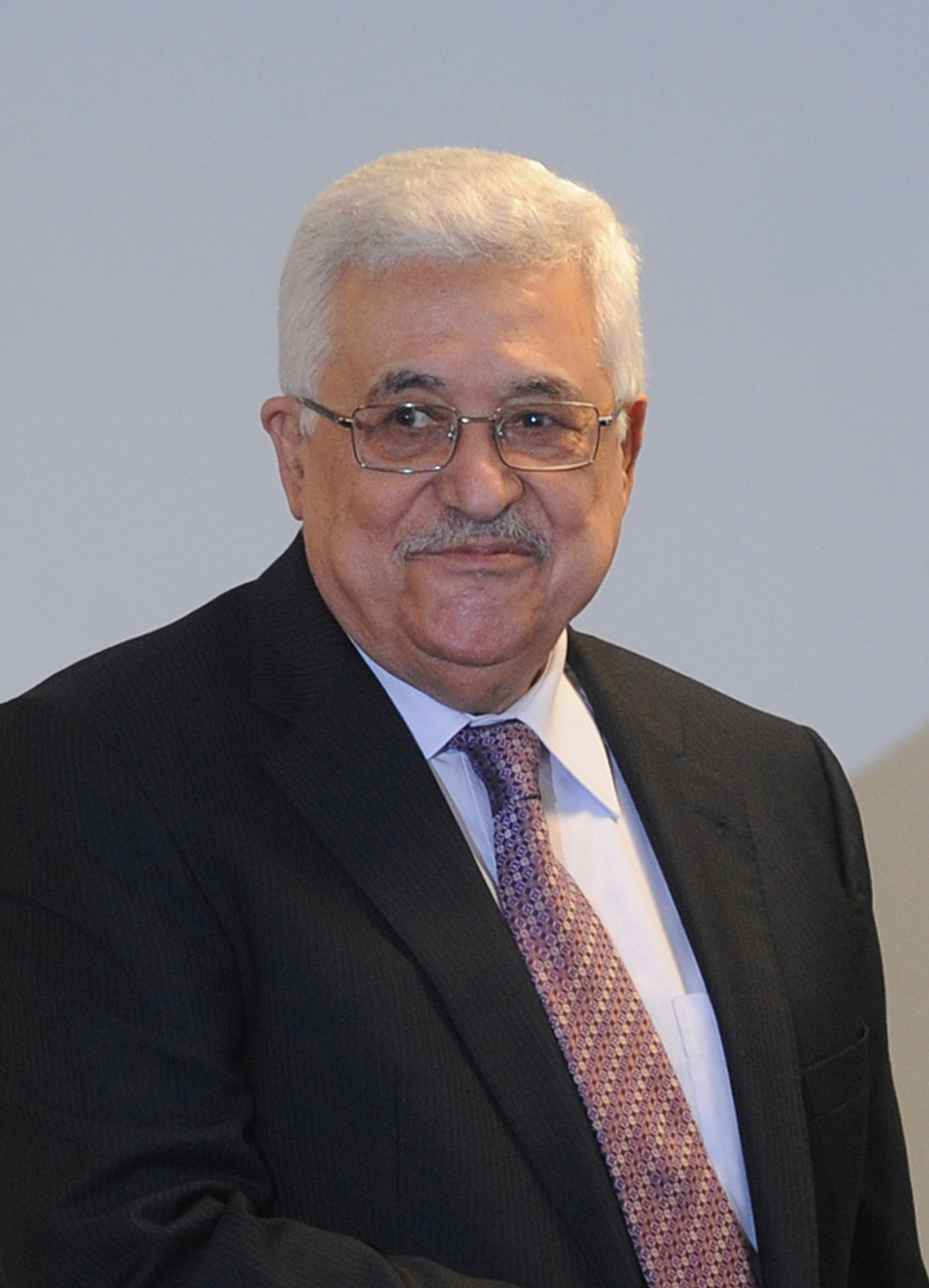
فلسطين محمود عباس
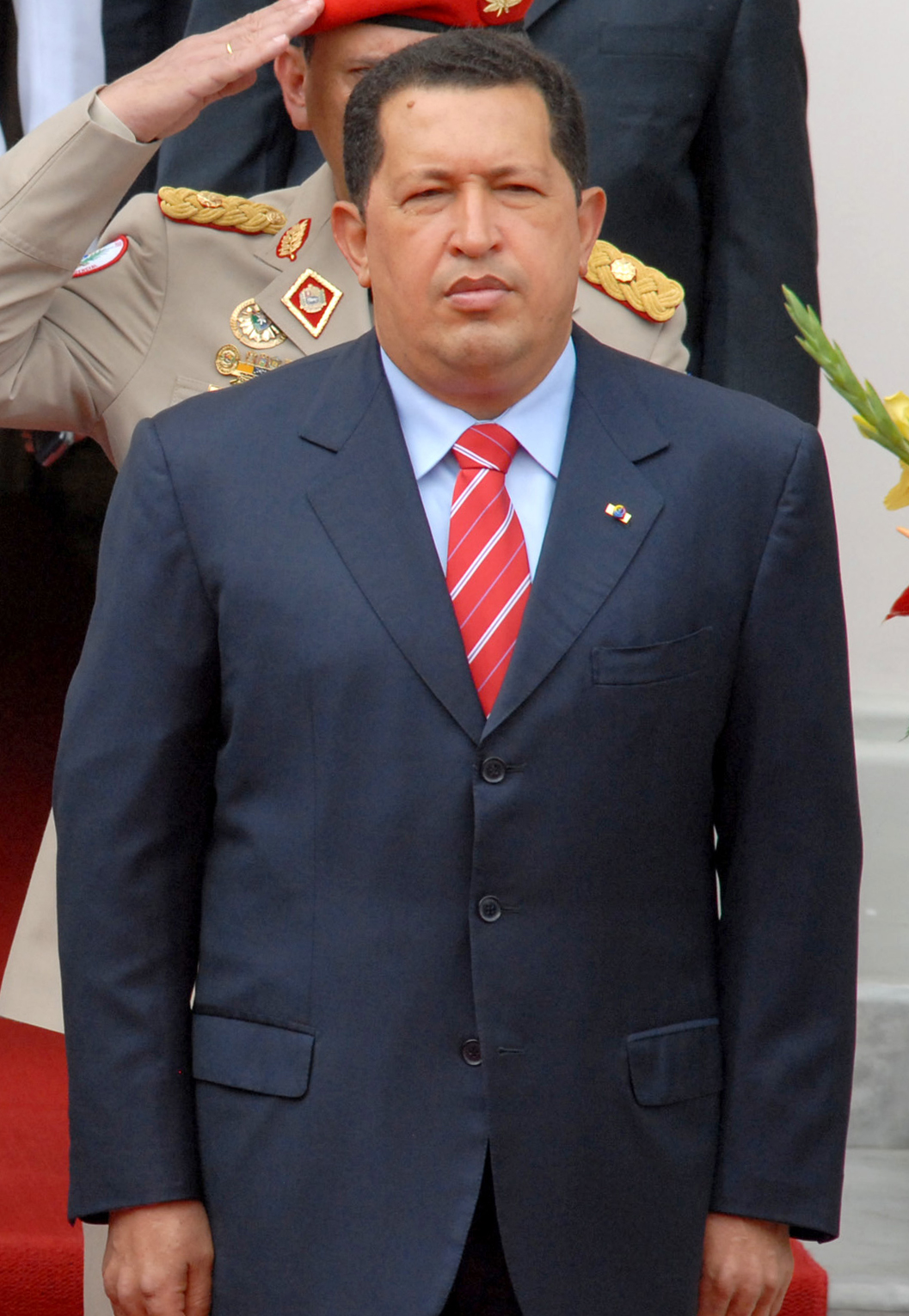
فنزويلا هوغو تشافيز
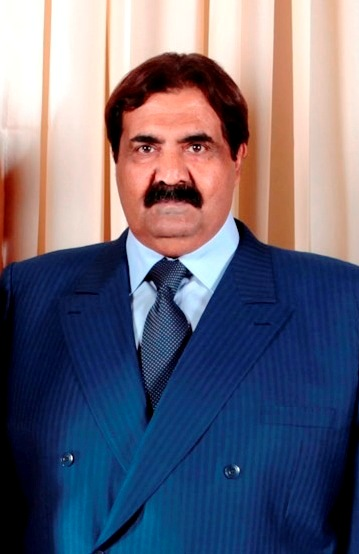
قطر حمد بن خليفة آل ثاني
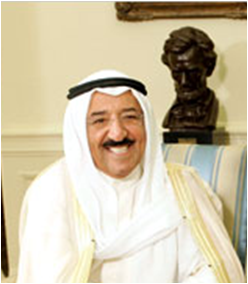
الكويت صباح احمد صباح
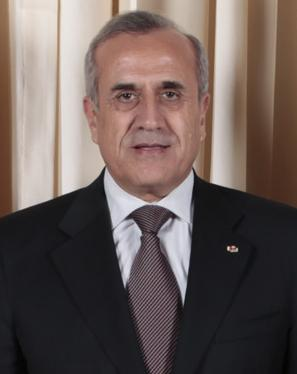
لبنان ميشال سليمان
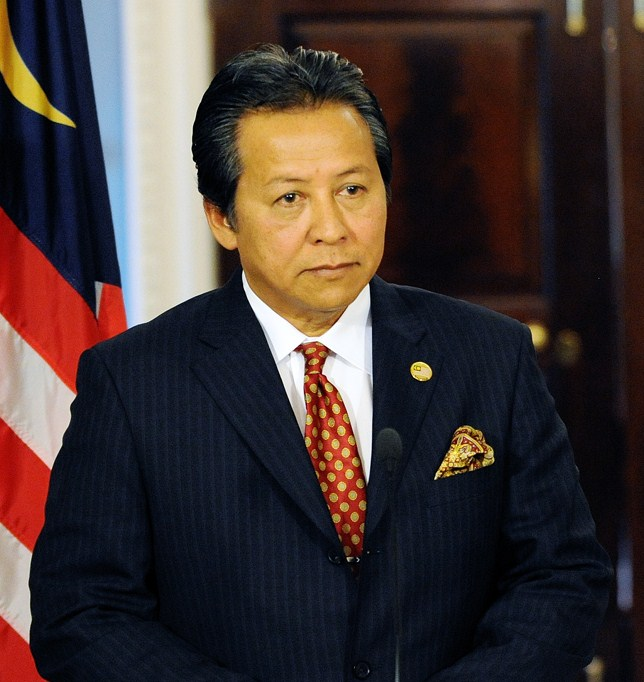
ماليزيا انيفة امان
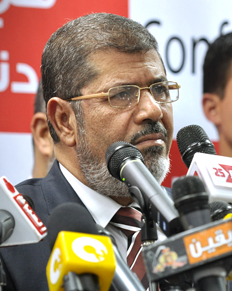
مصر محمد مرسي
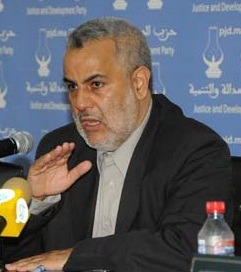
المغرب عبد الإله ابن كيران
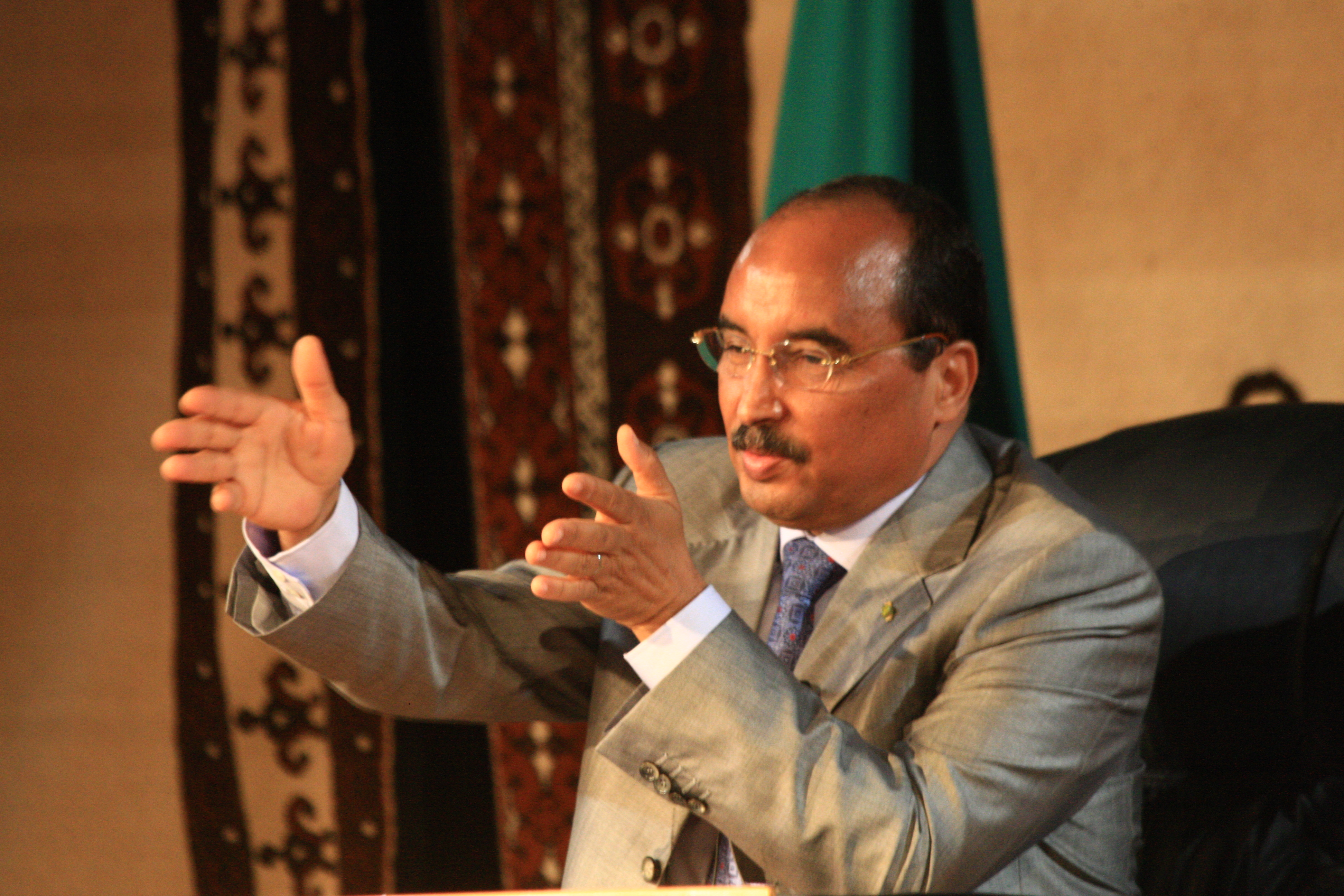
موريتانيا محمد ولد عبد العزيز
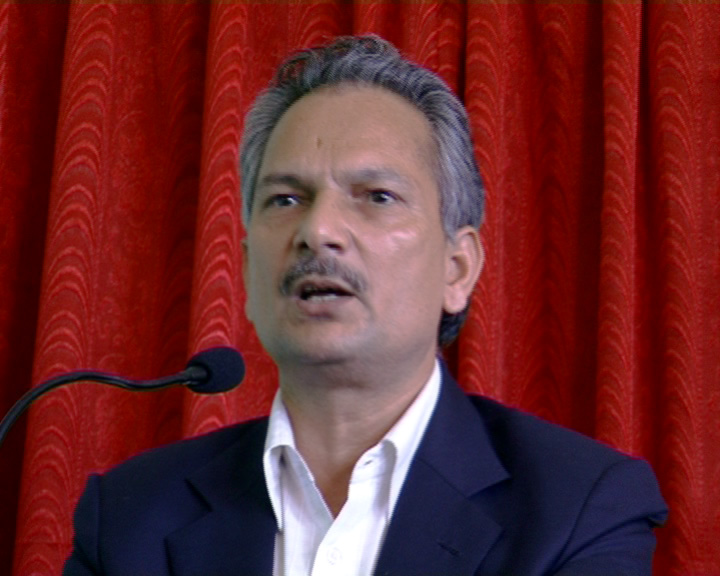
نيبال بابورام بهاتاری
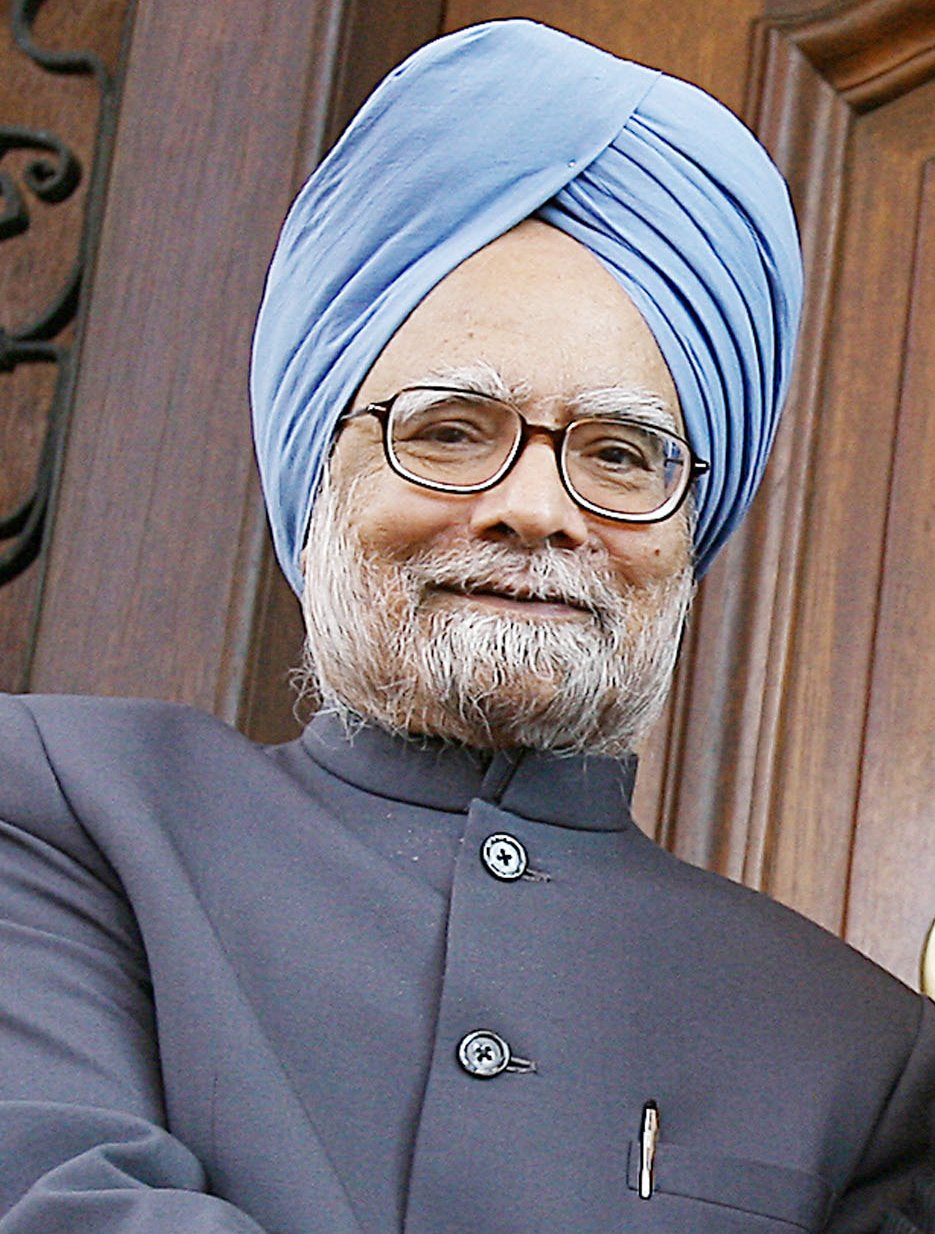
الهند مانموهان سينغ
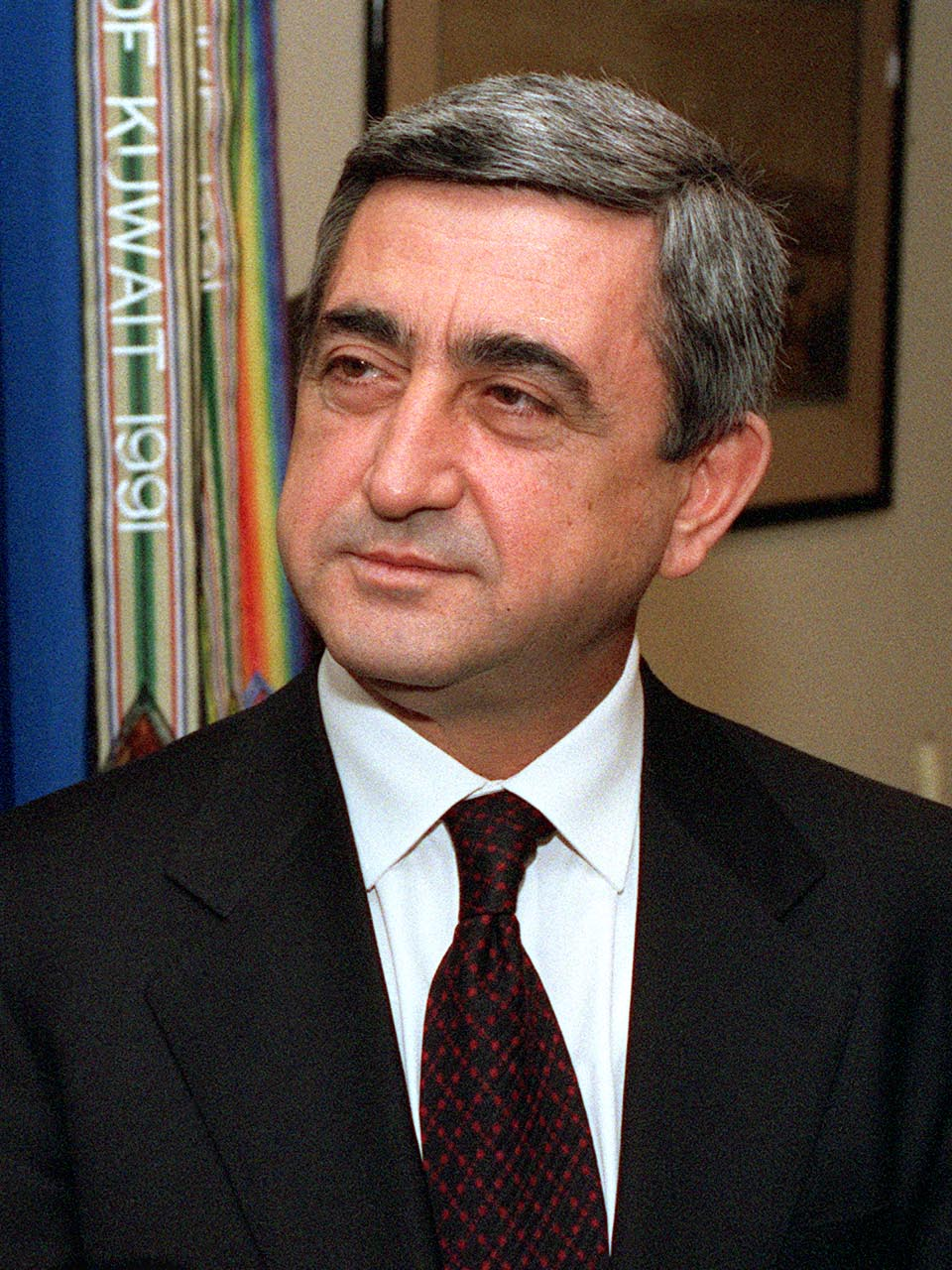
أرمينيا سيرج سركيسيان
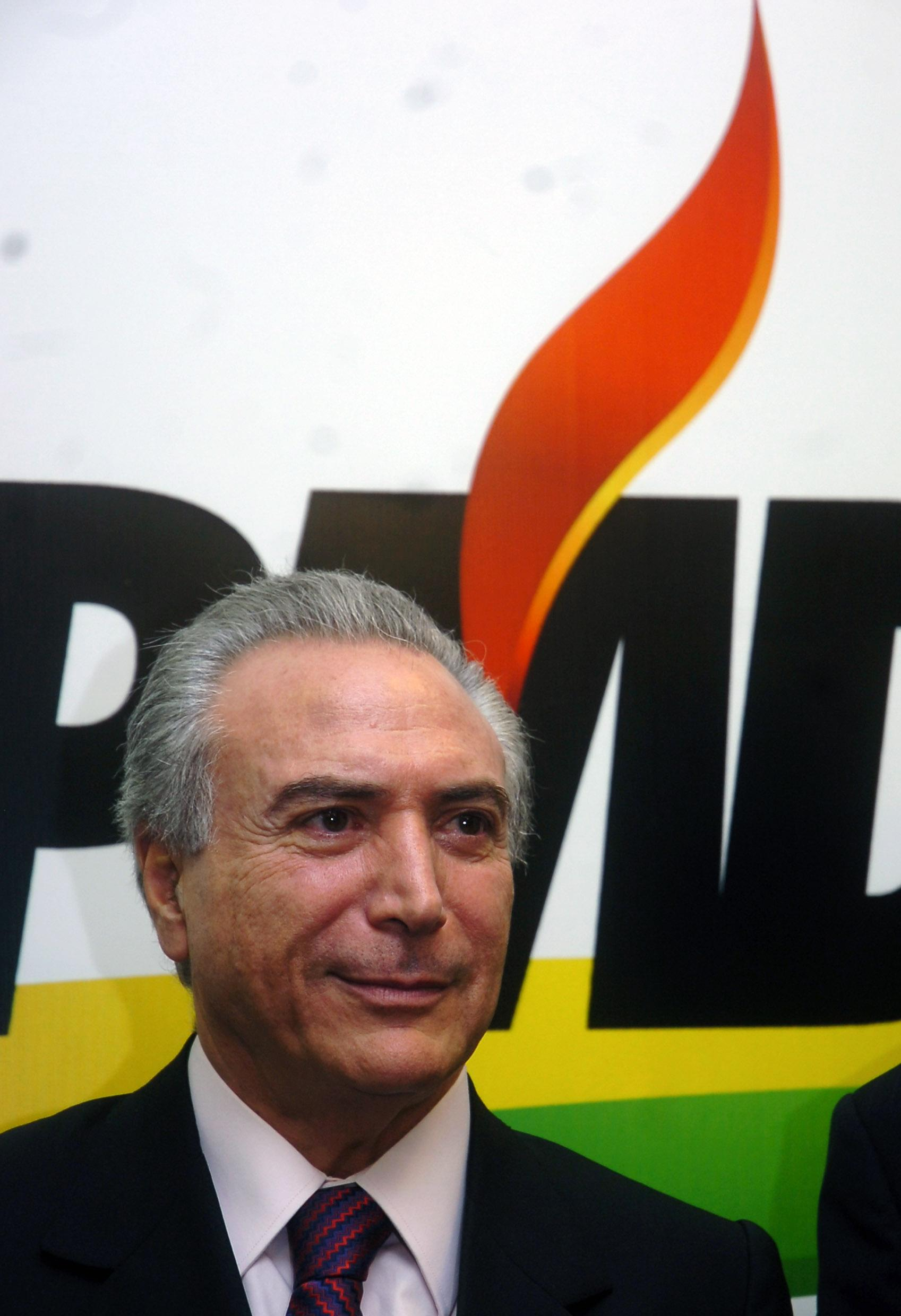
البرازيل ميشال تامر
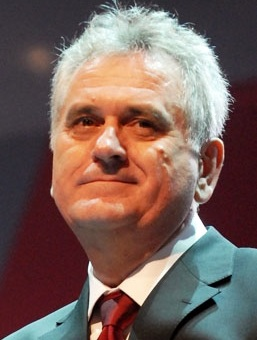
صربيا تامیسلاو نیکولیک
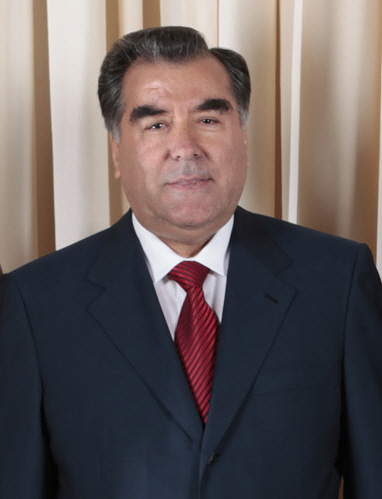
طاجيكستان امامعلی رحمان
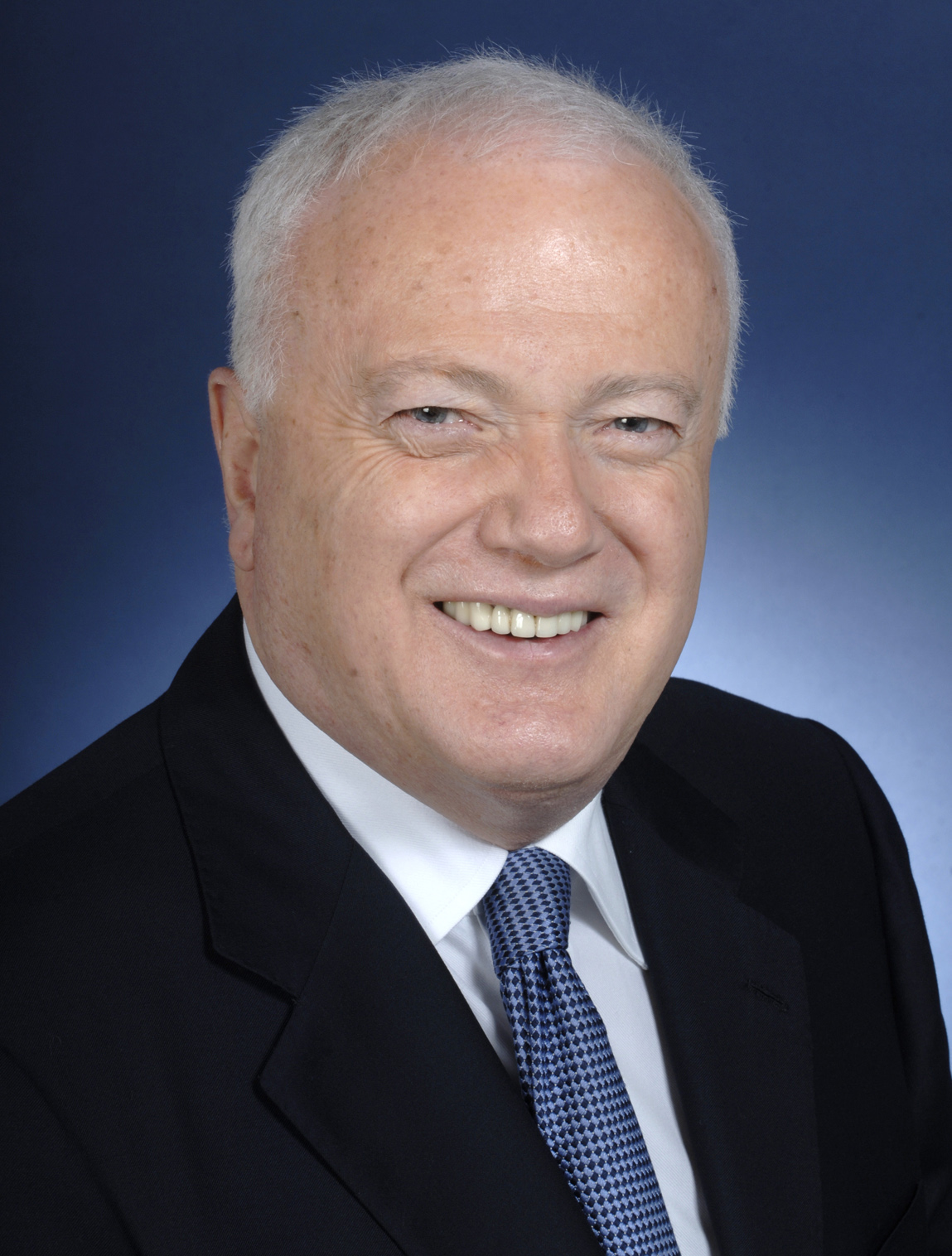
أستراليا جاري كوينلان
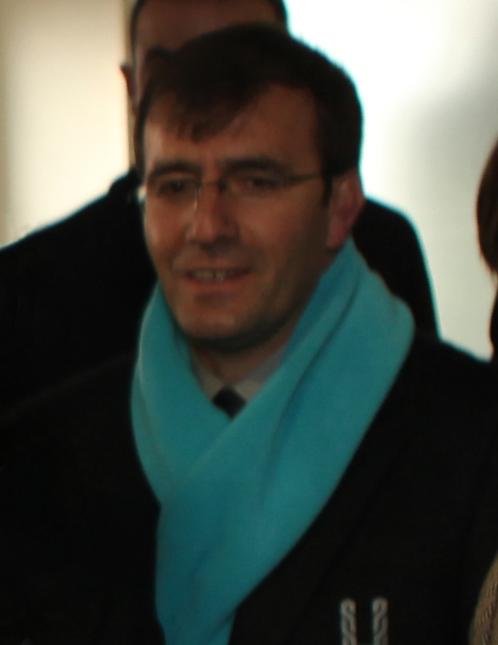
تركيا كدفيت يلماز
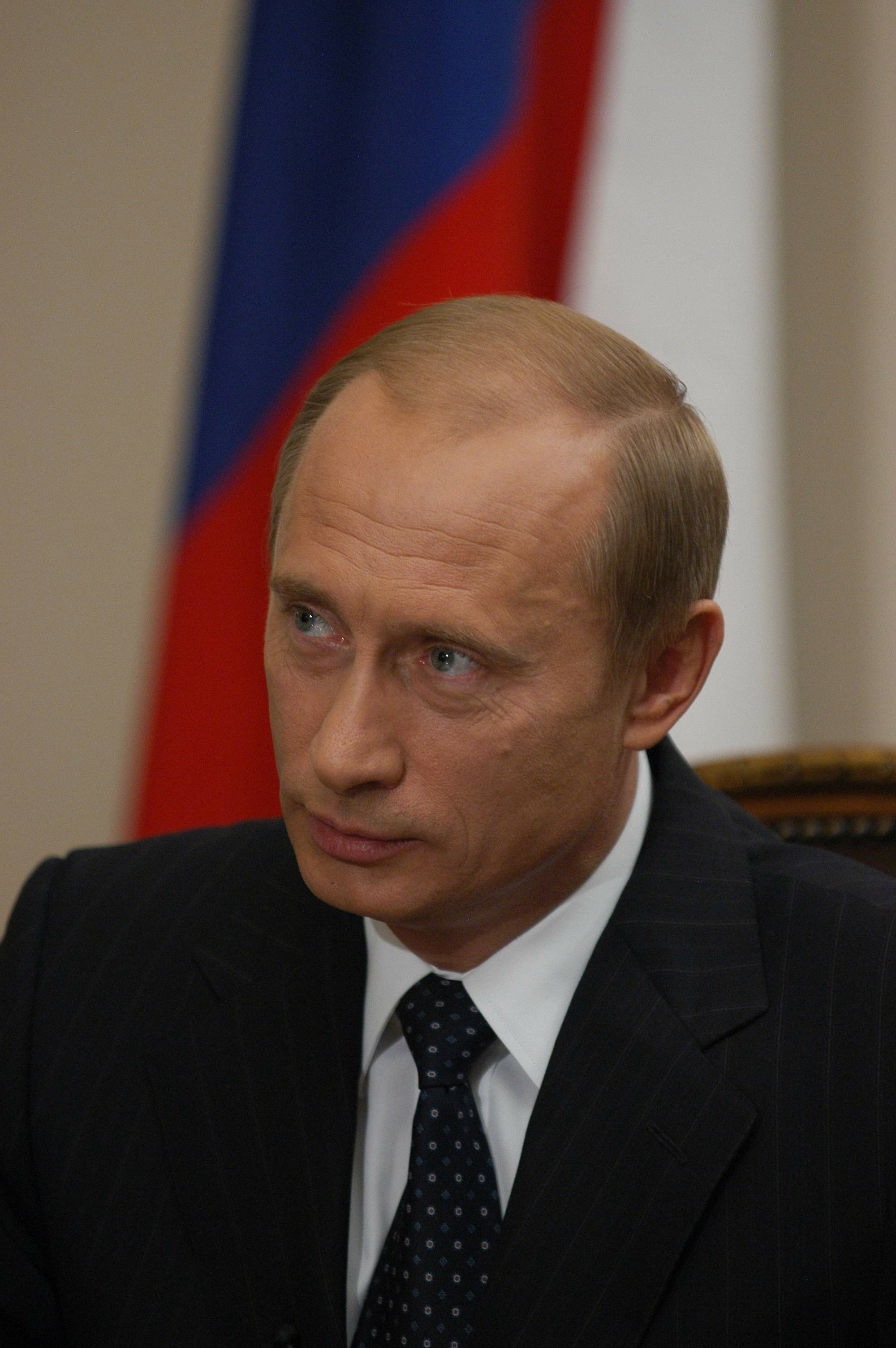
روسيا فلاديمير بوتين
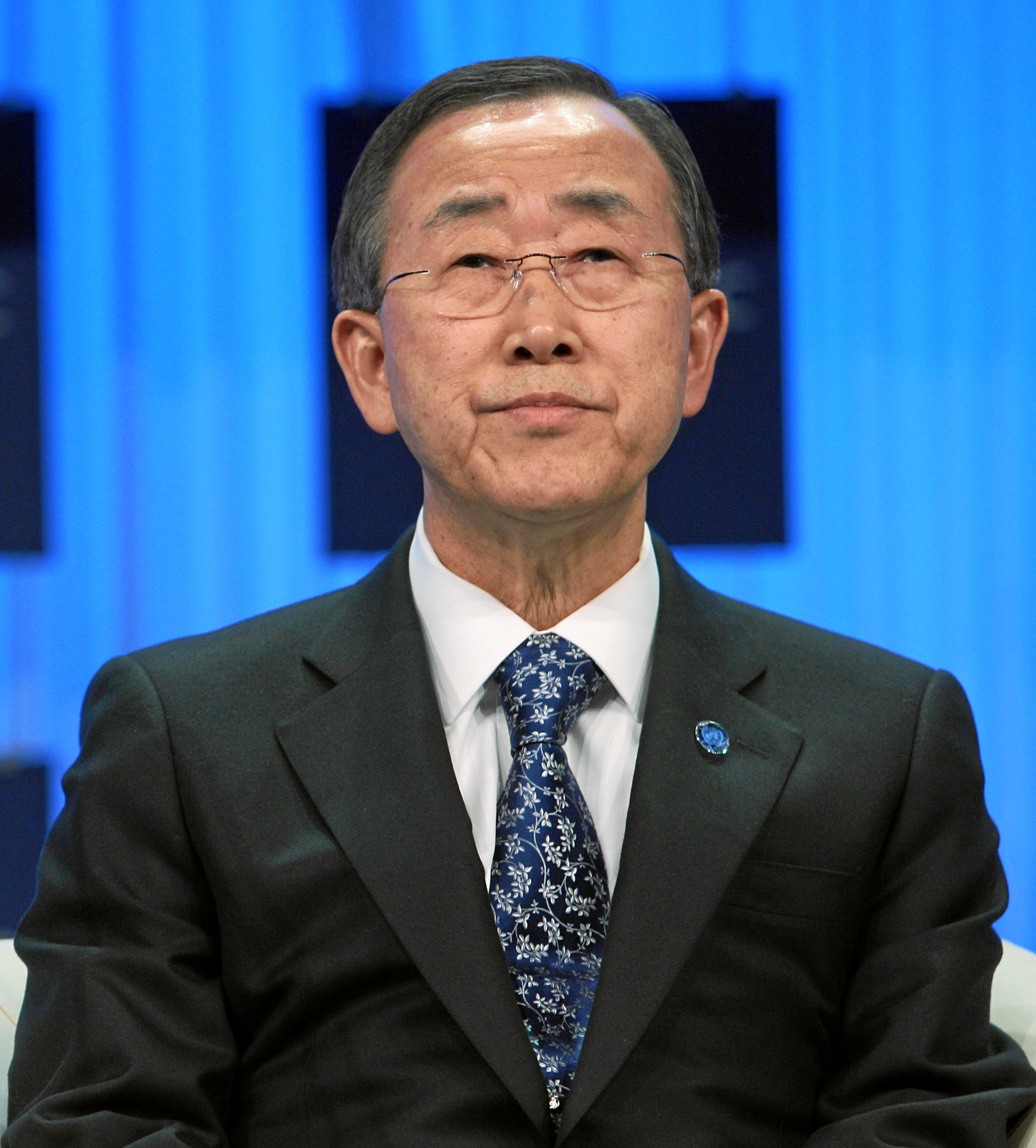
الأمم المتحدة بان كي مون
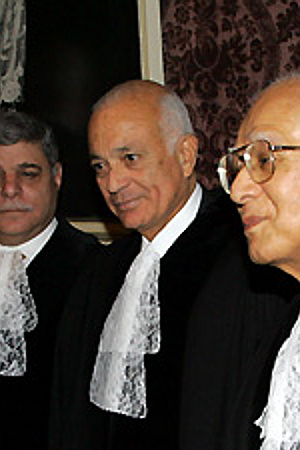
جامعة الدول العربية نبيل العربي